# Springer, Oklahoma
Springer är en kommun (town) i Carter County i Oklahoma. Orten har fått namn efter ranchägaren W.A. Springer. Postkontoret i Springer öppnades 1890. Vid 2010 års folkräkning hade Springer 700 invånare.